# Угол (Ленинградская область)
Угол — деревня в Самойловском сельском поселении Бокситогорского района Ленинградской области.

## История
УГОЛ — деревня Лемутровского общества, прихода Озерского погоста.

Крестьянских дворов — 12. Строений — 14, в том числе жилых — 12. Жители занимаются рубкой, возкой и сплавом леса.

Число жителей по семейным спискам 1879 г.: 23 м. п., 34 ж. п.; по приходским сведениям 1879 г.: 26 м. п., 31 ж. п.

В конце XIX — начале XX века деревня административно относилась к Деревской волости 5-го земского участка 3-го стана Тихвинского уезда Новгородской губернии.

УГОЛ — деревня Лемутровского общества, число дворов — 14, число домов — 26, число жителей: 61 м. п., 43 ж. п.; Занятия жителей: земледелие, отхожие заработки. Ручей Верховка. Мелочная лавка. (1910 год)

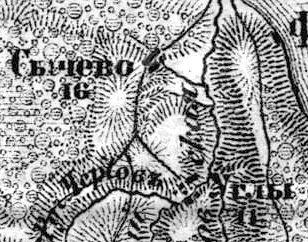
Деревня Угол на карте 1917 года

Согласно военно-топографической карте Новгородской губернии издания 1917 года, деревня называлась Углы и насчитывала 11 крестьянских дворов. Деревня находилась в месте впадения в реку Верховская ручьёв Чёрного и Чёртова.
С 1917 по 1918 год деревня входила в состав Деревской волости Тихвинского уезда Новгородской губернии.
С 1918 года, в составе Череповецкой губернии.
С 1924 года, в составе Пикалёвской волости.
С 1927 года, в составе Пакшеевского сельсовета Пикалёвского района.
С 1928 года, в составе Окуловского сельсовета. 
С 1932 года, в составе Ефимовского района.
По данным 1933 года деревня Угол входила в состав Окуловского сельсовета Ефимовского района.
В 1940 году население деревни составляло 101 человек.
С 1952 года, в составе Бокситогорского района.
С 1963 года, вновь в составе Ефимовского района.
С 1965 года вновь в составе Бокситогорского района.
По данным 1966 и 1973 годов деревня Угол также входила в состав Окуловского сельсовета.
По данным 1990 года деревня Угол входила в состав Самойловского сельсовета.
В 1997 году в деревне Угол Самойловской волости проживали 2 человека, в 2002 году — 1 человек (русский).
В 2007 и 2010 годах в деревне Угол Самойловского СП — также 1 человек.

## География
Деревня расположена в северо-западной части района на автодороге 41К-035 (Большой Двор — Самойлово).
Расстояние до административного центра поселения — 13 км.
Расстояние до ближайшей железнодорожной станции Пикалёво на линии Волховстрой I — Вологда — 20 км.

## Демография
| 1997 | 2002 | 2007 | 2010 | 2017 |
| ---- | ---- | ---- | ---- | ---- |
| 2    | ↘1   | →1   | →1   | →1   |